# Giovanni Zucchi
Giovanni Zucchi (* 14. August 1931 in Mandello del Lario; † 19. Januar 2021 ebenda) war ein italienischer Ruderer, der 1960 Olympiadritter im Vierer mit Steuermann war. Zucchi war 1954 und 1956 Europameister im Vierer ohne Steuermann sowie 1957, 1958 und 1961 Europameister mit dem Achter.

## Sportliche Karriere
Der 1,85 m große Zucchi ruderte für den betriebseigenen Sportverein von Moto Guzzi. 1954 gewannen Giuseppe Moioli, Giovanni Zucchi, Francesco Lazzari und Attilio Cantoni im Vierer den Titel bei den Europameisterschaften in Amsterdam. 1955 siegte der italienische Vierer bei den Mittelmeerspielen in Barcelona. Bei den Europameisterschaften 1956 in Bled siegten Moioli, Cantoni, Zucchi und Abbondio Marcelli vor den Ungarn und den Deutschen. Bei den Olympischen Spielen 1956 in Melbourne gewannen die Italiener ihren Vorlauf und belegten im Halbfinale den zweiten Platz hinter dem Boot aus den Vereinigten Staaten. Im Finale mit vier Booten siegten die Kanadier mit fast zehn Sekunden Vorsprung vor dem US-Boot. Zweieinhalb Sekunden dahinter gewannen die Franzosen Bronze mit anderthalb Sekunden Vorsprung auf die Italiener.
Cantoni und Zucchi gehörten 1957 und 1958 zum italienischen Achter, der jeweils den Europameistertitel gewann. 1960 trat Zucchi im Vierer mit Steuermann von Canottieri Moto Guzzi an. Der Vierer mit Fulvio Balatti, Romano Sgheiz, Franco Trincavelli, Giovanni Zucchi und Steuermann Ivo Stefanoni erreichte bei den Olympischen Spielen 1960 vor heimischem Publikum mit Siegen in Vorlauf und Halbfinale das Finale. Dort siegten die Deutschen vor den Franzosen, die Italiener gewannen zwei Sekunden hinter den Franzosen die Bronzemedaille.
1961 ruderten Balatti, Sgheiz, Zucchi und Stefanoni im italienischen Achter, der den Titel bei den Europameisterschaften in Prag gewann. Bei den Europameisterschaften 1963 in Kopenhagen traten Romano Sgheiz, Fulvio Balatti, Giovanni Zucchi und Luciano Sgheiz im Vierer ohne Steuermann an und gewannen Silber hinter den Deutschen. Ebenfalls 1963 siegte der Vierer ohne Steuermann bei den Mittelmeerspielen in Neapel. Im Olympiajahr 1964 erkämpften die vier Italiener hinter den deutschen und den Dänen Bronze bei den Europameisterschaften 1964 in Amsterdam. Bei den Olympischen Spielen 1964 in Tokio belegten die Italiener den letzten Platz im Vorlauf, konnten sich aber mit einem Sieg im Hoffnungslauf für das Finale qualifizieren. Im Finale siegten die Dänen vor den Briten und dem Boot aus den Vereinigten Staaten. Mit fast neun Sekunden Rückstand auf die Bronzemedaillengewinner belegten die Italiener den fünften Platz.